# Rhyacophila trulungpa
Rhyacophila trulungpa är en nattsländeart som beskrevs av Schmid 1970. Rhyacophila trulungpa ingår i släktet Rhyacophila och familjen rovnattsländor. Inga underarter finns listade i Catalogue of Life.